# Alphabet City
Alphabet City è un quartiere di Manhattan, New York, situato tra il Lower East Side e l'East Village. 
Deve il suo nome alle avenue (i viali longitudinali che percorrono l'isola) chiamate A, B, C e D, le uniche strade di Manhattan ad avere un nome formato da una sola lettera invece che un'indicazione numerica.
I principali luoghi del quartiere sono Tompkins Square Park ed il Nuyorican Poets Café.